# Henri-René Lenormand

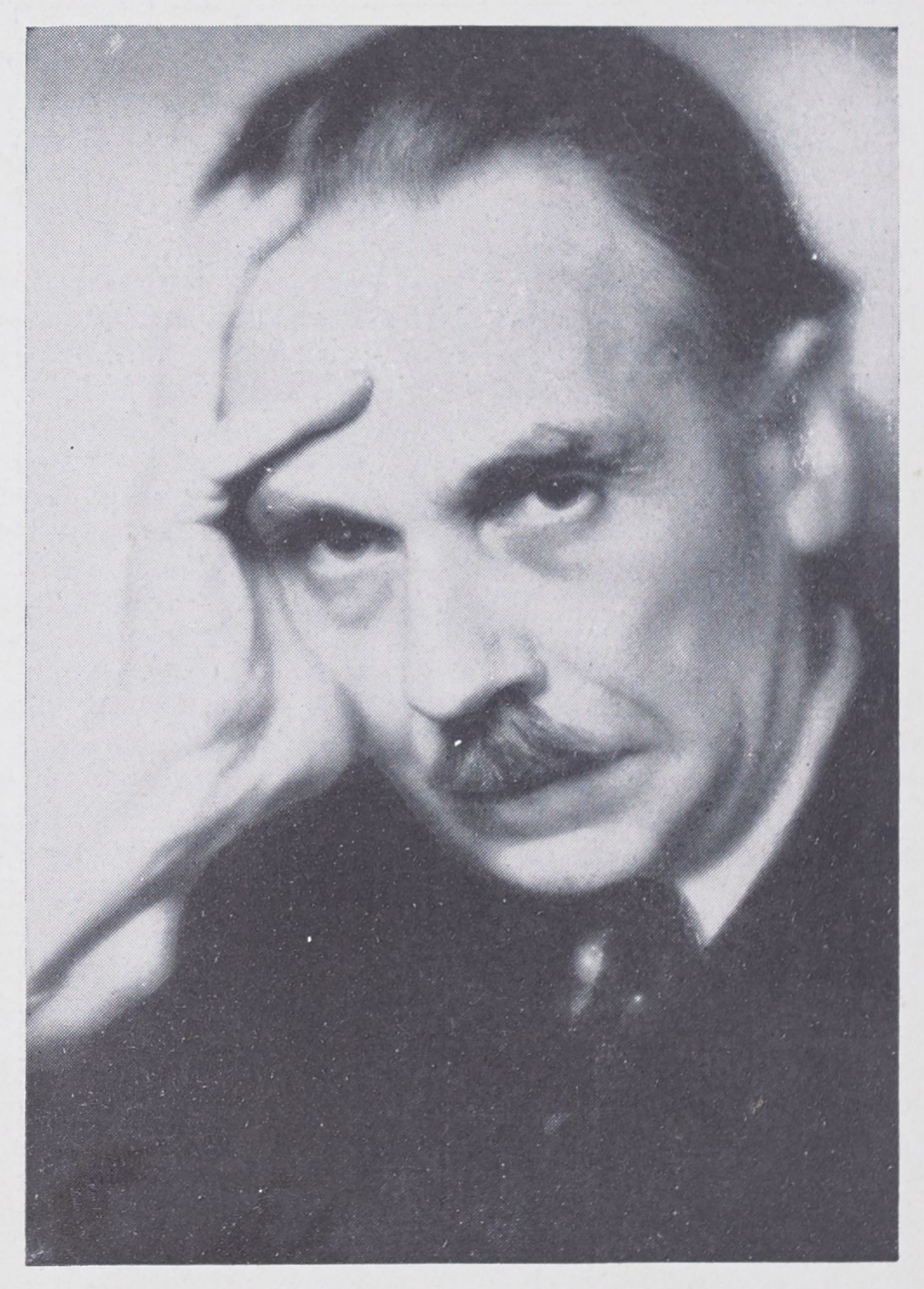
Henri-René Lenormand

Henri-René Lenormand (* 3. Mai 1882 in Paris; † 16. Februar 1951 ebenda) war ein französischer Schriftsteller und Dramatiker.

## Leben und Werk
Henri-René Lenormand war der Sohn des Komponisten René Lenormand (1846–1932). Er studierte Literaturwissenschaft an der Sorbonne und schrieb ab 1905 Theaterstücke, Dichtung und Prosa. Berühmt wurde sein Theater ab 1919 nach der Begegnung mit dem Regisseur Georges Pitoëff, der künftig fast alle seine Stücke inszenierte. Lenormand gilt neben Charles Vildrac als der Erneuerer des französischen Seelendramas, der die Tiefenpsychologie Sigmund Freuds auf die Bühne brachte und auf Tennessee Williams vorausweist. Von seinen zahlreichen zwischen den beiden Weltkriegen viel gespielten Stücken wurden drei von Bertha Zuckerkandl ins Deutsche übersetzt. 1984 galt Lenormand als vergessen, doch besorgte in neuester Zeit Marie-Claude Hubert eine kritische Ausgabe von 7 seiner Stücke. Das gilt ebenso für seine Lebenserinnerungen unter dem Titel Confessions d’un auteur dramatique (mit Anspielung an Rousseaus Confessions und Mussets La Confession d’un enfant du siècle).
Lenormand war mit der Schauspielerin Marie Kalff (1874–1959) verheiratet.

## Werke

### Theater
- Le Réveil de l’instinct, pièce en 3 actes. Stock, Paris 1908.
- Les possédés, pièce en 3 actes. Stock, Paris 1909.
- Au désert, pièce en 2 actes. 1910.
- Trois drames. Les Possedés. Terres chaudes. Les Ratés. G. Crès, Paris 1918.
- Théâtre complet. Edition définitive. 10 Bde. G. Crès und A. Michel, Paris 1921–1942.
  - 1. Les Ratés. 1920. Le Temps est un songe. 1919.
  - 2. Le Simoun. 1920. Le Mangeur de rêves. 1922
  - 3. La Dent rouge. 1922. Une Vie secrète. 1924.
  - 4. L’Homme et ses fantômes. 1924. A l’ombre du mal. 1924
  - 5. Le lâche. 1925.
  - 6. L’Amour magicien. 1926. L’Innocente. 1928.
  - 7. Mixture. 1927.
  - 8. Les Trois chambres. 1931. Crépuscule du Théâtre. 1934.
  - 9. Asie. 1931. La Folle du ciel. 1937.
  - 10. La Maison des remparts. Terre de Satan. 1942.
- Théâtre choisi. Hrsg. Marie-Claude Hubert. Honoré Champion, Paris 2018. (kritische Ausgabe)
  - Le temps est un songe. 1919.
  - Les ratés. 1920.
  - Le Simoun. 1920.
  - Le mangeur de rêves. 1922.
  - L’homme et ses fantômes. 1924.
  - L’amour magicien. 1926.
  - Crépuscule du théâtre. 1934.
- (deutsch) Theater. P. Zsolnay, Wien 1930.
  - Die Namenlosen  (Les ratés)
  - Der Feigling (Le lâche)
  - Stimmen aus dem Dunkel. Ein Don Juan-Spiel in 16 Bildern (L’Homme et ses fantômes)

### Dichtung
- Les Paysages d’âme, poèmes en prose. Stock, Paris 1905.

### Romane und weitere Prosa
- Le Jardin sur la glace, roman contemporain. Stock, Paris 1906.
- Le Penseur et la crétine, récits. G. Crès, Paris 1920.
- L’Armée secrète, suivi de Fidélité, et de Juge intérieur, récits. Gallimard, Paris 1925.
- À l’écart, suivi de Printemps marocain, Le Penseur et la crétine, La Plus malheureuse, et de quelques autres récits. Flammarion, Paris 1926.
- Ciels de Holland, récit de voyage. Flammarion, Paris 1934.
- Les Diables du Brabant, suivi de Les Poissons d’or, et de Les Fugitifs, récits. Brüssel 1942.
- Les Pitoëff, souvenirs. Paris 1943.
- Déserts. Nouvelles exotiques. Albin Michel, Paris 1944.
- Les Coeurs anxieux. Paris 1947. (Erzählungen)
- Une fille est une fille, roman. Flammarion, Paris 1949. J’ai lu 1966.
- L’enfant des sables. Roman. Paris 1950.
- Marguerite Jamois, souvenirs. Calmann-Lévy, Paris 1950. (1901–1964)
- Troubles, roman. Flammarion, Paris 1951.